# Bear Bluff, Wisconsin
Bear Bluff là một thị trấn thuộc quận Jackson, tiểu bang Wisconsin, Hoa Kỳ. Năm 2010, dân số của thị trấn này là 132 người.